# Ferrania

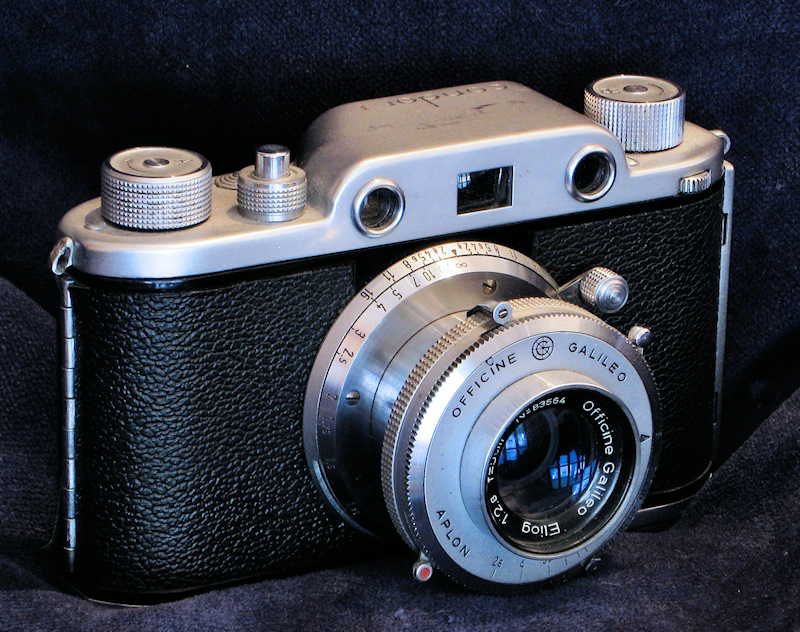
Ferrania condor I

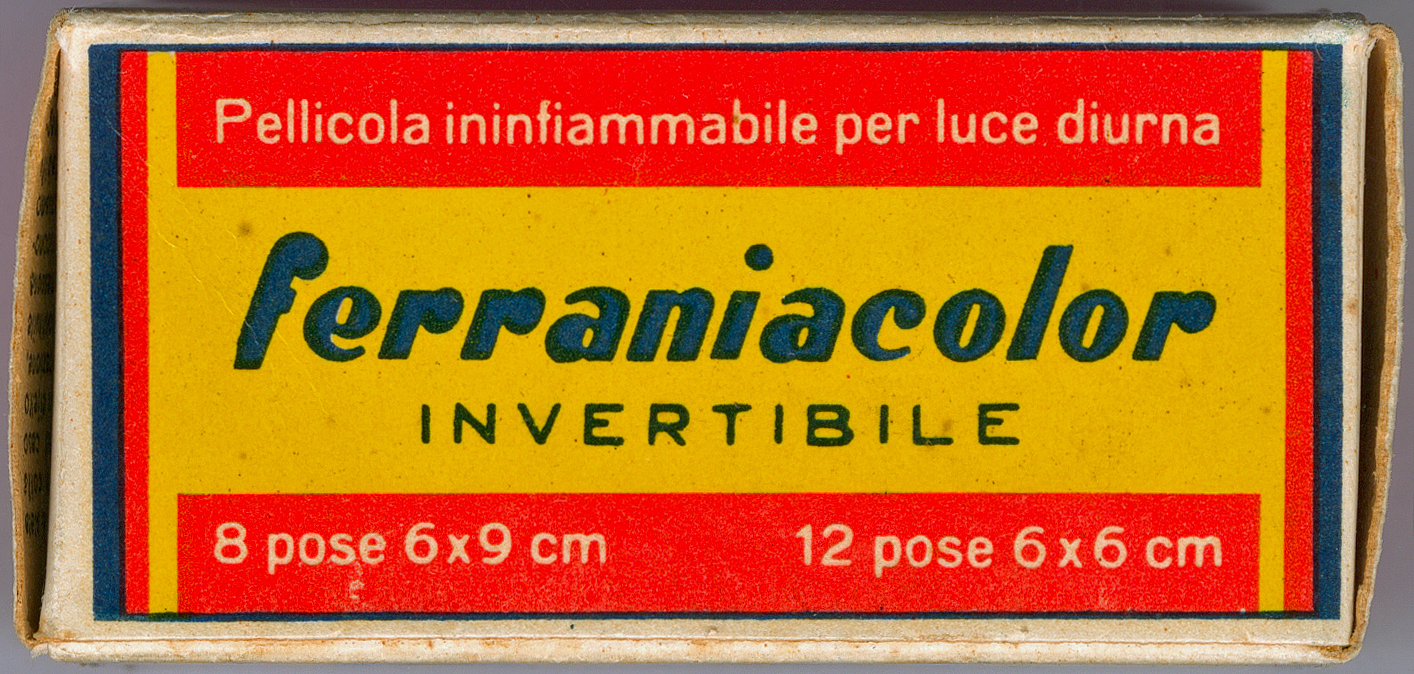
Schachtel mit dem Ferraniacolor-Umkehrfilm Typ 120, der in den 1950er Jahren von Ferrania S.p.A. hergestellt wurde.

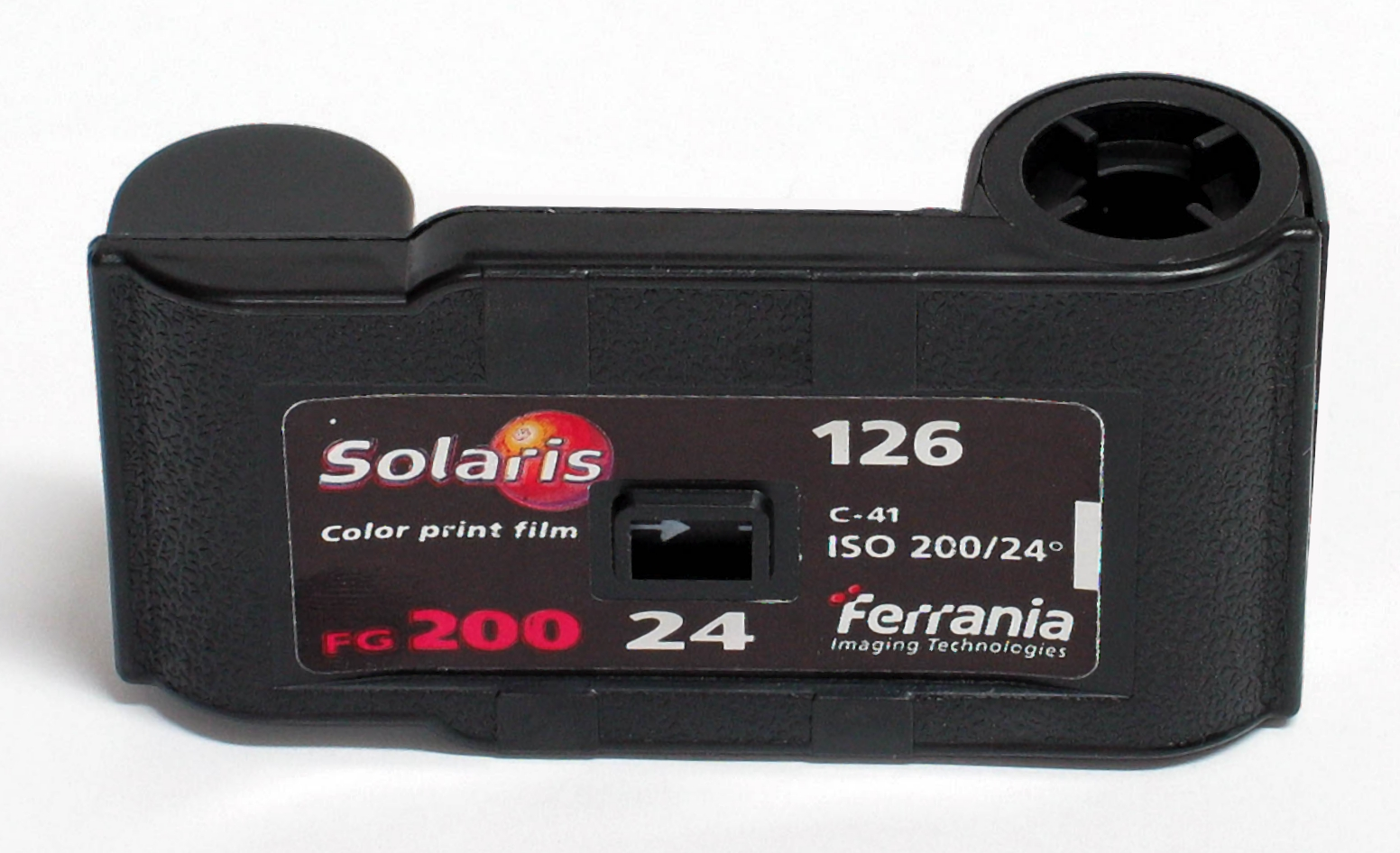
Ferrania Instamatik-Kassette

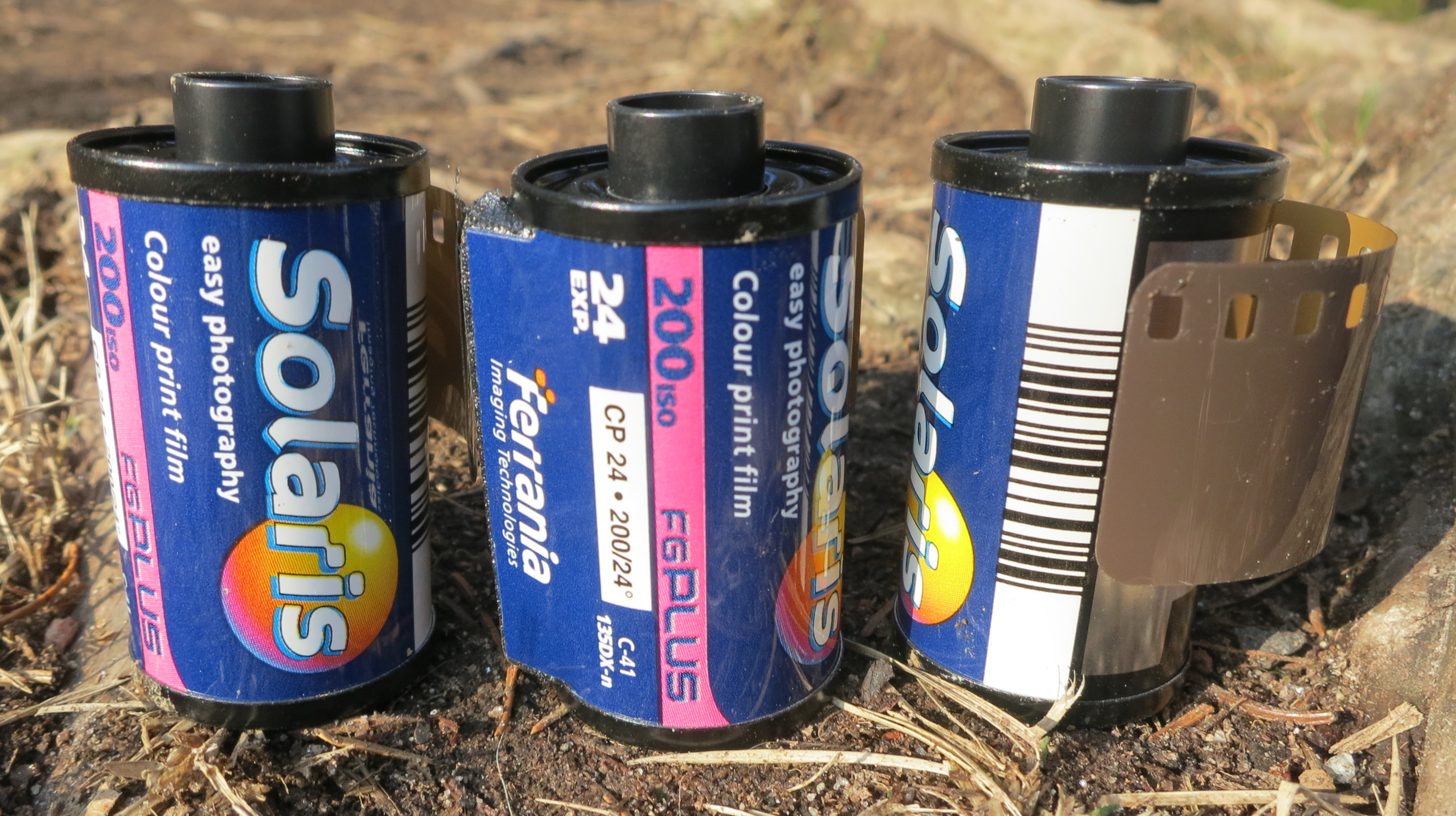
Ferrania Solaris 200 ASA 35 mm Film

FILM Ferrania s.r.l. ist ein Unternehmen zur Herstellung von Fotofilmen mit Sitz in Ferrania, einem Ortsteil von Cairo Montenotte (Ligurien) in Italien. Ferrania wurde 1923 als Hersteller von Fotofilmen, Fotopapieren und fotografischer Ausrüstung, einschließlich Kameras, gegründet. Das Unternehmen wurde 1964 von 3M aufgekauft und in Ferrania 3M umbenannt. Im Jahr 1999 wurde Ferrania von Schroder Ventures übernommen und dann als eigenständiges Unternehmen ausgegliedert. Anschließend wurde es von der genuesischen Reederei Gruppo Messina (Ignazio Messina & Co. S.p.A.) übernommen, die 2009 ihre fotografischen Aktivitäten einstellte.
Das Unternehmen wurde 2013 als FILM Ferrania neu gegründet, um auf einem kleinen Teil des historischen Geländes einen neuen Standort für die Filmherstellung zu errichten.

## Geschichte

### Ursprüngliche Ferrania
Die Anfänge des Unternehmens Ferrania liegen in der 1882 gegründeten Sprengstofffabrik SIPE (Società Italiana Prodotti Esplodenti, „Italienische Gesellschaft für Sprengstoffe“). Im Ersten Weltkrieg weitete die SIPE ihre Geschäftstätigkeit aus und errichtete unter anderem ein neues Werk im Ferrania-Dorf Cairo Montenotte. Da die Herstellung und die chemischen Eigenschaften von Sprengstoffen und frühen Filmen sehr ähnlich waren, gründete SIPE gegen Ende des Krieges 1917 eine Tochtergesellschaft mit dem Namen FILM (Fabbrica Italiana Lamine Milano, „Italienische Laminierfabrik, Mailand“), die sich im Besitz der französischen Gebrüder Pathé befand und aus der die 1923 gegründete Filmgesellschaft Ferrania hervorging. Das Unternehmen entwickelte sich jedoch nicht erwartungsgemäß: 1925 gaben die Franzosen ihre Anteile kostenlos an die Credito Italiano, die Bank, die das krisengeschüttelte Unternehmen SIPE übernommen hatte.
Franco Marmont Du Haut Champ wurde mit der Liquidation von FILM betraut: Dem neuen Verwalter gelang es die Bilanz zu sichern, und statt des Konkurses durchlief das Unternehmen nun eine Expansionsphase, in der es rund 500 Mitarbeiter beschäftigte. Im Jahr 1932 erwarb Ferrania den Mailänder Fotoplattenhersteller Cappelli und wurde vorübergehend zu Cappelli-Ferrania, und bald darauf auch Tensi, den anderen großen Fotoplattenhersteller der Stadt. 1935 wurde das Unternehmen von IFI, der Finanzholding der Agnelli-Familie, den Eigentümern von Fiat, aufgekauft.
1936 begann die Produktion von Infrarotfilm und die Herstellung von Fotoausrüstungen in der Mailänder Fabrik. Im Jahr 1938 wurde der Firmenname in Ferrania geändert.

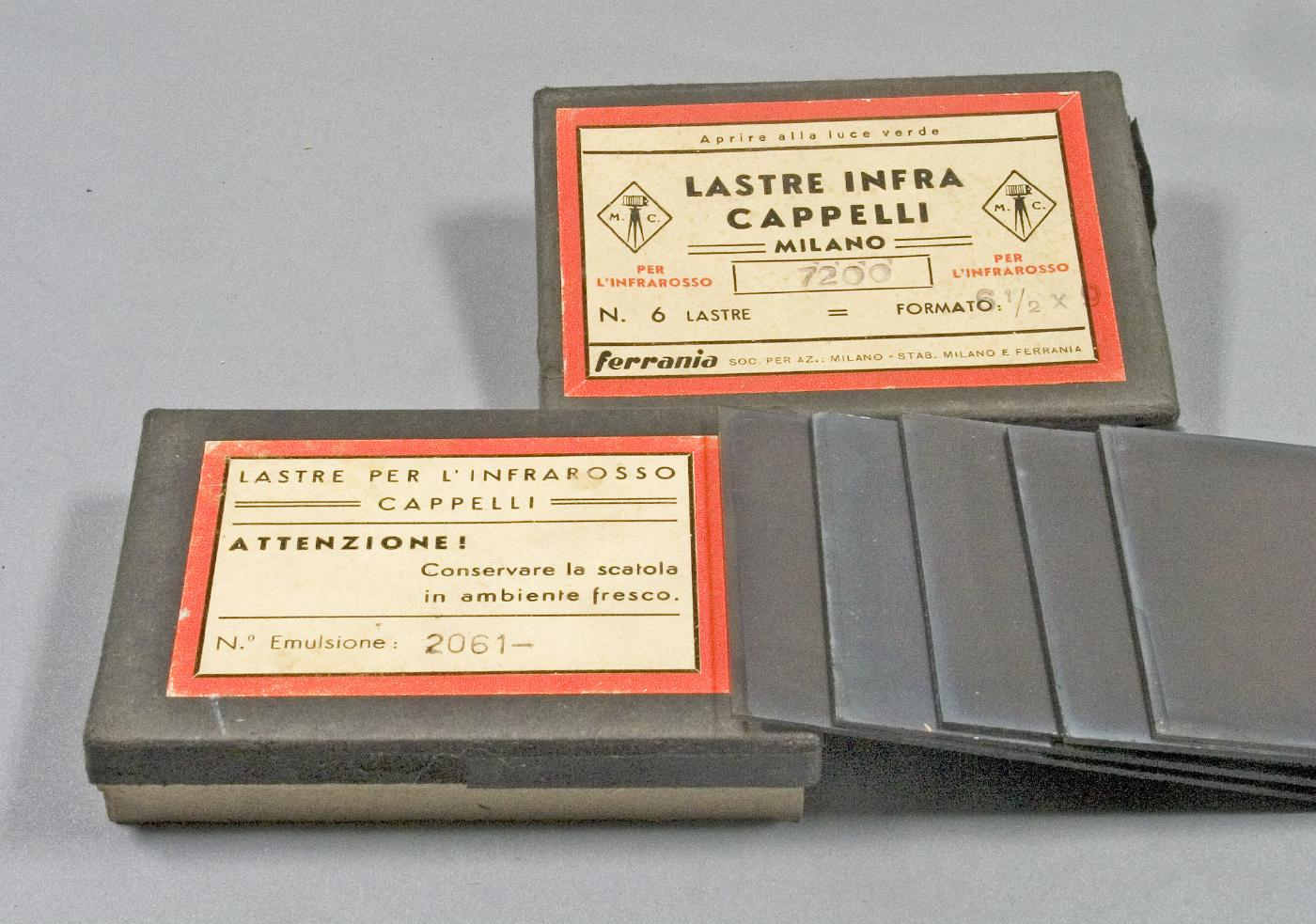
Ferrania Infrarot-Glasplatten 6½x9

Im Jahr 1948 begann Ferrania in Zusammenarbeit mit Officine Galileo, unter der Marke Ferrania-Galileo Kameras und Optiken zu vermarkten, von denen einige mit Schweizer oder deutschen Geräten durchaus konkurrieren konnten. Die Falco, die Astor, die Elioflex, die Ibis und die Condor sind nur einige der Namen, die aus dieser Partnerschaft hervorgingen, die etwa drei Jahrzehnte dauerte.
Die größte Ausdehnung und die größte Popularität erreichte Ferrania in der Nachkriegszeit nach 1945 mit der Herstellung von Filmen wie Ferraniacolor oder dem Schwarzweißfilm Pancro 30 (P30), der von berühmten italienischen Regisseuren wie Pier Paolo Pasolini, Vittorio De Sica oder Federico Fellini für viele ihrer Filme verwendet wurde.
1964, nach einem Jahr der Verhandlungen, übernahm der amerikanische Mischkonzern 3M (Minnesota Mining and Manufacturing) Ferrania von Ifi für 50 Millionen Dollar, teilweise bezahlt in Aktien. Im Jahr 1971 wurde daraus 3M Italia mit fast 4000 Mitarbeitern allein in Ferrania und einem neuen Hauptsitz in Segrate in der Provinz Mailand. In den späteren Jahren nach der Übernahme durch 3M und als Teil von Imation produzierte und verkaufte das Unternehmen Fotofilme unter den Marken Solaris, Dynachrome und Scotch Chrome und Hunderte von Eigenmarken sowie auch Filme für den medizinischen Bereich, im Bereich der diagnostischen Bildgebung. Bis 2007 blieb Ferrania der einzige Hersteller von 126 „Instamatic“-Filmen, nachdem Kodak diese 1999 eingestellt hatte. Die Belegschaft nahm schrittweise ab, bis sie wieder unter 2000 sank. 1998 wurde die medizinische Bildgebung (fast 60 % des Umsatzes) an Kodak verkauft; die Zahl der Beschäftigten lag nun unter 1000. Die Unternehmenskrise verschärfte sich; ausländische Fonds intervenierten, die Cassa integrazione (Entlassungsfonds) wurde in Anspruch genommen.
Im Jahr 2004 wurde Ferrania mit 850 Mitarbeitern und 70 Millionen Euro Schulden unter Konkursverwaltung gestellt. Beschäftigte und Einwohner wurden mobilisiert, aber ohne Erfolg. Es folgte ein tiefes soziales und regionales Elend. Im Jahr 2005 wurde die Fabrik von einer Gruppe genuesischer Unternehmer, die Ferrania Technologies gründeten, auf einer Auktion erworben, um Photovoltaikmodule, pharmazeutische Zwischenprodukte und Fotochemikalien herzustellen. Doch mit dem Aufkommen der digitalen Technik ging die analoge Ära zu Ende.
Im Juli 2008 kündigte der Präsident des Unternehmens gegenüber den Gewerkschaften an, dass die Herstellung von Farbfilmen im Dezember 2008 eingestellt werde, obwohl der Ferrania-Kundendienst noch im März erklärt hatte, dass weiterhin Farbfilme im Format 135 in 200 und 400 ASA hergestellt würden. Die gesamte Produktion von Fotofilmen wurde jedoch Ende desselben Jahres eingestellt, und das letzte Gebäude wurde 2010 geschlossen. Im Oktober 2012 entließ Ferrania 198 von 230 Mitarbeitern, die zuvor in der Herstellung und Verarbeitung von Filmen tätig waren.

### FILM Ferrania
2013 wurde das ehemalige Ferrania-Forschungslabor (L.R.F.) mit seinem Schmalfilmbeschichtungsgerät von dem neuen Unternehmen FILM Ferrania s.r.l. übernommen, das auch einen Teil der Produktionsanlagen, Materialien und Dokumentation von Ferrania sowie eine Reihe der 2012 entlassenen Ferrania-Techniker übernahm. FILM Ferrania hat die historische Marke Ferrania übernommen, um analoge Produkte auf den Markt zu bringen, die den aktuellen Bedürfnissen des Film-/Fotomarktes entsprechen. Im Jahr 2013 kündigte FILM Ferrania die Absicht an, neue Versionen des historischen Farbnegativfilms Solaris FG-100 Plus und des Farbdiafilms Scotch Chrome 100 in einer Vielzahl von Formaten zu produzieren, wobei der Schwerpunkt möglicherweise auf Schmalfilm liegt. In einem Interview erklärte Nicola Baldini, Chef des neuen Unternehmens, seine Absicht, auch Schwarz-Weiß-Filme wieder aufleben zu lassen, insbesondere den historischen Ferrania P30.
Am 19. November 2013 stellte Film Ferrania auf der Website des Unternehmens den Kern der Produktion und der Forschung und Entwicklung vor, der aus acht Personen mit langjähriger Erfahrung in diesem Bereich besteht, die mit Namen, Biografie und Fotos aufgeführt sind. Im September 2014 kündigte Film Ferrania nach einer Online-Umfrage ein Crowdfunding auf der Plattform Kickstarter an, um 250.000 $ von den Gründern zu erhalten, um einige Maschinen aus der alten Fabrik von Ferrania zu kaufen. Am 29. Oktober 2014 beendete Film Ferrania die Fundraising-Kampagne, die 322.420 $ (128 % des ursprünglichen Ziels) erreichte, und kündigte an, dass sie als Preis für die Spenden Filme der ersten Charge von 35-mm-, 120-, Super-8- und 16-mm-Testrollen auf der Grundlage des originalen Scotch Chrome 100 versenden werden.
Aufgrund von Asbestfunden und zahlreicher infrastruktureller Probleme kam es bei Film Ferrania jedoch zu zahlreichen Produktionsverzögerungen. Ende 2015 erklärte der Geschäftsführer von FILM Ferrania, Baldini, gegenüber der deutschen Zeitschrift Cine 8-16, dass der neue Zeitplan vorsehe, im Frühjahr 2016 mit der ersten Testserie zu beginnen, die an Spender verschickt werden solle. Sie werde eine Reihe von Farbumkehrfilmen auf der Basis von ScotchChrome mit den ISO-Empfindlichkeiten und Farbbalancen 64D, 100D, 200D, 400D, 640T und 800/3200T in den Formaten 135 und 120 für Standfotografie sowie Super 8 und 16 mm umfassen. Später werde eine Negativlinie auf Basis des Solaris-Materials in den Empfindlichkeiten 100, 200 und 400 ISO folgen. Bislang wurden jedoch weder die Farb- noch die Kinofilmprodukte von Ferrania verwirklicht, und auf der Website finden sich keine weiteren Hinweise darauf.

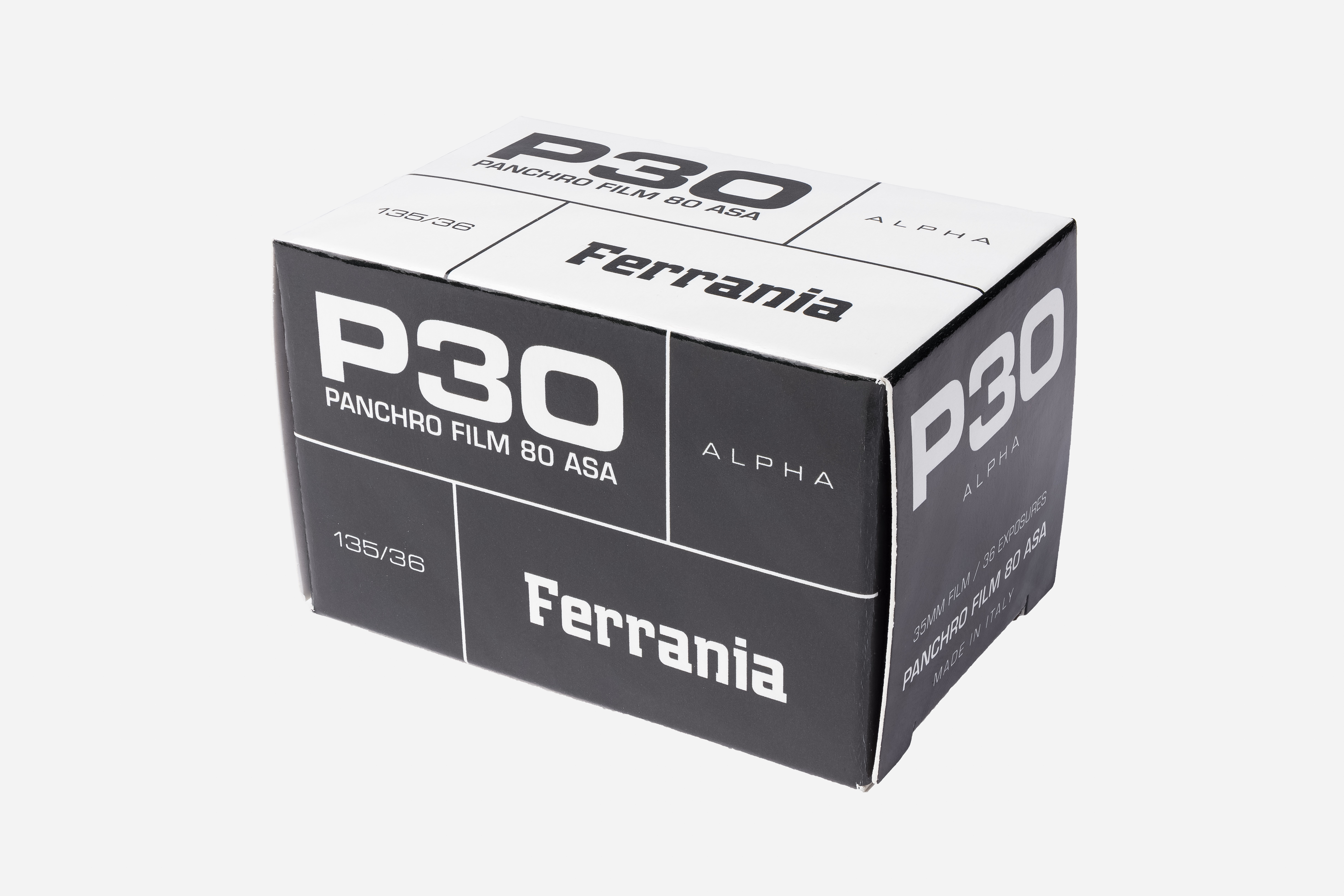
Eine Packung P30 alpha

Am 1. Februar 2017 präsentierte FILM Ferrania einen neuen Schwarz-Weiß-Film – P30 Alpha. Es ist ein panchromatischer Film mit 80 ASA Empfindlichkeit und einem sehr hohen Silbergehalt, der auf der alten Formel für die Herstellung von Kinofilmen basiert. Obwohl der erste von FILM Ferrania produzierte Film ein Farbumkehrfilm sein sollte, beschloss das Unternehmen, eine Testcharge Schwarz-Weiß-Film zu produzieren, um die restaurierten Maschinen zu testen, die für die Herstellung des Films verwendet werden sollten. Nachdem sie die Ergebnisse der Testreihe gesehen hatten, beschlossen die Unternehmensinhaber, den P30 als Alphaversion freizugeben, die auf der Grundlage von Rückmeldungen der Benutzer verbessert werden sollte. Anfang Dezember 2019 gab Film Ferrania bekannt, dass die endgültige Version des P30 für Kunden aus Nordamerika verfügbar sei.
Am 2. April 2023 kündigte FILM Ferrania einen neuen Film mit der Empfindlichkeit 50 ASA an, der dem P30 ähnelt, aber orthochromatisch ist.

### Erzeugnisse
- Ferrania P30 Alpha 135/36 - 80 ISO panchromatischer Schwarz-Weiß-Film für Kleinbildkameras
- Ferrania P33 135-36 - 160 ISO panchromatischer Schwarz-Weiß-Film für Kleinbildkameras
- Ferrania Orto 50 135-36 - 50 ISO orthochromatischer Schwarz-Weiß-Film für Kleinbildkameras
- Ferrania P30 Rollfilm 120 - 80 ISO Rollfilm/Mittelformatfilm
- Ferrania Orto 50 Rollfilm 120 - 50 ISO Rollfilm/Mittelformatfilm

## Ferrania Filmmuseum

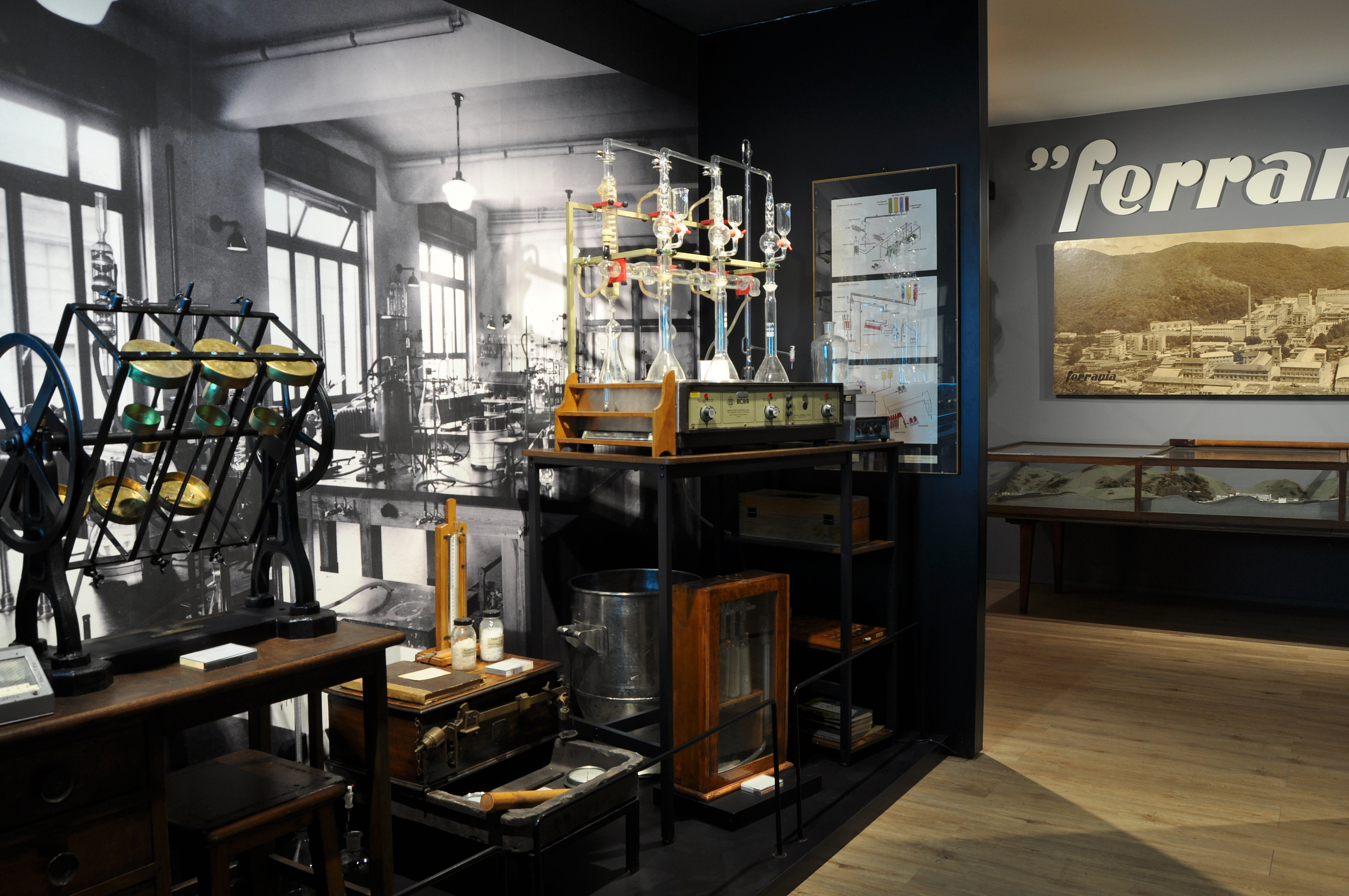
Chemiesaal im Filmmuseum

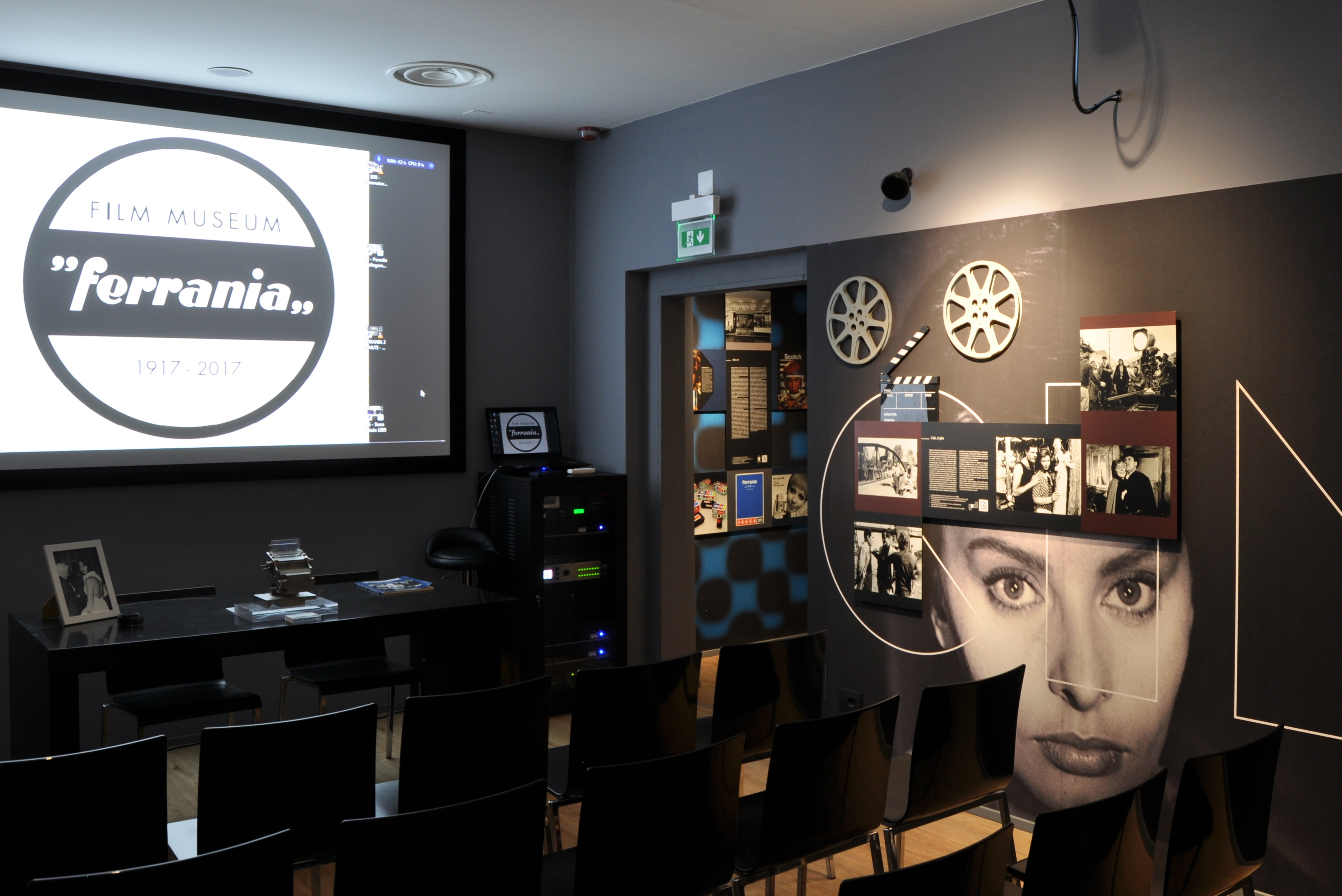
Filmgeschichte

Seit 2018 gibt es das Ferrania Filmmuseum in Cairo Montenotte und ist dem ehemaligen Hersteller gewidmet. Das Museum präsentiert und erläutert die soziokulturelle und regionale Entwicklung des industriellen Lebens der Fabrik, die von weltweiter Bedeutung für die Geschichte des Films, der Fotografie sowie der chemischen Forschung im 20. Jahrhundert war.
Die Cooperativa Sociale Lanza del Vasto, die es heute verwaltet, organisiert kulturelle Veranstaltungen, Ausstellungen und Filmvorführungen, die dem Werk gewidmet sind und die Geschichte des Unternehmens erzählen, das jahrzehntelang eines der wichtigsten Unternehmen Italiens war, der einzige italienische Hersteller von Filmmaterial für die Foto- und Röntgenindustrie, der den Namen des kleinen Dorfes im Bormida-Tal in eine weltweite Marke bekannt machte.
Das Museum beherbergt Ausstellungsstücke wie Messinstrumente, Filme, Lieferscheine und Gegenstände aus der Fabrik, sowie audiovisuelle Zeugnisse von Arbeitern über die Ereignisse, die die Geschichte Ferranias von den Kriegsjahren bis in die jüngste Zeit geprägt haben. Außerdem gibt es Multimedia-Stationen, Maschinen und Werkzeuge für die Erstellung und Bearbeitung von Filmen, Blow-Ups, einsehbare Werbezeitschriften und anschauliche Tafeln, die die verschiedenen Abteilungen erläutern.
Die Sammlung des Museums stammt hauptsächlich aus dem Fotoarchiv des Werks, aus dem Giuseppe-Reggio-Archiv und aus dem Archiv der 3M-Stiftung. Die Foto- und Filmfunde, einige Patente, das Werbearchiv aus den 50er und 60er Jahren und die Sammlung der Zeitschrift „Ferrania“ aus dem Historischen Archiv der Stiftung.